# Cho Yi-hyun
Cho Yi-hyun (tiếng Hàn: 조이현; sinh ngày 8 tháng 12 năm 1999) là nữ diễn viên người Hàn Quốc, cô bắt đầu sự nghiệp diễn xuất từ năm 2017. Năm 2018, cô ký hợp đồng độc quyền với JYP Entertainment. Năm 2019, cô chuyển sang Artist Company. Các vai diễn đáng chú ý nhất của cô đến từ Những bác sĩ tài hoa (2020–2021), School 2021 (2021), Ngôi trường xác sống (2022) và Head Over Heels (2025).

## Tiểu sử

### Giáo dục
- Trường tiểu học Yeonseo (연서초등학교) – Tốt nghiệp
- Trường trung học cơ sở Oryun (오륜중학교) – Tốt nghiệp
- Trường Trung học Nghệ thuật Hanlim (한림연예예술고등학교), khoa Nhạc kịch – Tốt nghiệp
- Đại học Kyung Hee (경희대학교), khoa Sân khấu và Điện ảnh – Đang theo học

## Danh sách phim

### Phim điện ảnh
| Năm  | Nhan đề             | Vai diễn      | Ghi chú   | Ng.   |
| ---- | ------------------- | ------------- | --------- | ----- |
| 2018 | On My Way Home      | Cho Yi-hyun   | Vai chính | [ 3 ] |
| 2019 | Thiếu gia kỹ phường | Soo-yang      | Cameo     | [ 3 ] |
| 2019 | Metamorphosis       | Park Hyeon-ju | Vai chính | [ 4 ] |
| 2022 | Ditto               | Mu-nee        | Vai chính | [ 5 ] |

### Phim truyền hình
| Năm     | Nhan đề                    | Kênh | Vai diễn           | Ghi chú      | Ng.    |
| ------- | -------------------------- | ---- | ------------------ | ------------ | ------ |
| 2017    | Witch at Court             | KBS2 | Hong Sun-hwa (trẻ) | Vai phụ      |        |
| 2018    | The Guest                  | OCN  | Han Mi-jin (trẻ)   | Cameo, tập 7 |        |
| 2018    | Bad Papa                   | MBC  | Kim Se-jung        | Vai phụ      |        |
| 2018    | Less Than Evil             | MBC  | Bae Yeo-wool       | Vai phụ      |        |
| 2019    | Đất nước tôi: Thời đại mới | JTBC | Seo Yeon           | Vai phụ      | [ 6 ]  |
| 2020    | Những bác sĩ tài hoa       | tvN  | Jang Yoon-bok      | Vai phụ      | [ 7 ]  |
| 2020    | How to Buy a Friend        | KBS2 | Shin Seo-jeong     | Vai chính    | [ 8 ]  |
| 2021    | Những bác sĩ tài hoa 2     | tvN  | Jang Yoon-bok      | Vai phụ      | [ 9 ]  |
| 2021–22 | Học đường 2021             | KBS2 | Jin Ji-won         | Vai chính    | [ 10 ] |
| 2023    | The Matchmaker             | KBS2 | Jung Soon-deok     | Vai chính    |        |
| 2025    | Ngưu lang chức nữ          | tvN  | Park Seong Ah      | Vai chính    |        |

### Phim chiếu mạng
| Năm      | Nhan đề                      | Nền tảng    | Vai diễn    | Ghi chú                      | Ng.                  |
| -------- | ---------------------------- | ----------- | ----------- | ---------------------------- | -------------------- |
| 2017     | Sweet Revenge                | OKUSU       | Ye-ri       | Vai phụ/ Phim đầu tay        |                      |
| 2017     | Real Life Love Story (Mùa 3) | Dingo Story |             | Mỗi tập là mỗi vai khác nhau |                      |
| 2022–nay | Ngôi trường xác sống         | Netflix     | Choi Nam-ra | Vai chính, mùa 1–nay         | [ 11 ] [ 12 ] [ 13 ] |

## Hoạt động khác

### Chương trình truyền hình
| Năm  | Tên chương trình          | Kênh phát sóng | Vai trò   | Ghi chú                                                                                      | Ng. |
| ---- | ------------------------- | -------------- | --------- | -------------------------------------------------------------------------------------------- | --- |
| 2019 | Running Man               | SBS            | Khách mời | Tập 463 (tham gia cùng Sung Dong-il, Bae Seong-woo, Kim Hye-jun quảng bá phim Metamorphosis) |     |
| 2021 | Mountain Village Playlist | tvN            | Khách mời | Tập 6–7 (tham gia cùng Bae Hyun-sung)                                                        |     |

### Video âm nhạc đã xuất hiện
| Năm  | Tên video âm nhạc | Ca sĩ          |
| ---- | ----------------- | -------------- |
| 2018 | Quit              | Jang Woo-young |
| 2018 | After You         | Jo Hyun-ah     |

### Quảng cáo
| Năm  | Tên nhãn hàng       | Sản phẩm                  | Ng.                                            |
| ---- | ------------------- | ------------------------- | ---------------------------------------------- |
| 2019 | Dong Suh Foods      | Cà phê Maxim T.O.P Triple | Youtube                                        |
| 2020 | BOTANITY            | Flavon Serum              | Youtube                                        |
| 2021 | CERAGEM             | Ceragem Master V4         | Youtube                                        |
| 2021 | Samsung Electronics | BESPOKE Grande AI         | (Video không khả dụng tại thị trường Việt Nam) |
| 2021 | Samsung Electronics | Samsung Clothes Care      | Youtube                                        |
| 2022 | Georgia Latte Nista | Cà phê cao cấp            | Youtube                                        |

## Giải thưởng và đề cử
| Năm  | Lễ trao giải                                                           | Hạng mục                                      | (Những) Người/Tác phẩm được đề cử        | Kết quả   | Ng.    |
| ---- | ---------------------------------------------------------------------- | --------------------------------------------- | ---------------------------------------- | --------- | ------ |
| 2020 | Giải thưởng nghệ thuật phim Chunsa (Chunsa Film Art Awards)            | Nữ diễn viên mới xuất sắc nhất                | Metamorphosis                            | Đề cử     | [ 14 ] |
| 2021 | Giải thưởng phim truyền hình KBS (KBS Drama Awards)                    | Nữ diễn viên mới xuất sắc nhất                | Học đường 2021                           | Đề cử     | [ 15 ] |
| 2021 | Giải thưởng phim truyền hình KBS (KBS Drama Awards)                    | Giải thưởng cặp đôi đẹp nhất                  | Cho Yi-hyun với Kim Yo-hanHọc đường 2021 | Đoạt giải | [ 16 ] |
| 2022 | Giải thưởng nghệ thuật Baeksang lần thứ 58 (58th Baeksang Arts Awards) | Nữ diễn viên mới xuất sắc nhất – Truyền hình  | Ngôi trường xác sống                     | Đề cử     | [ 17 ] |
| 2022 | Brand Customer Loyalty Awards                                          | Nữ diễn viên mới xuất sắc nhất                | Cho Yi-hyun                              | Đoạt giải | [ 18 ] |
| 2022 | 1st Blue Dragon Series Awards                                          | Nữ diễn viên mới xuất sắc nhất                | Ngôi trường xác sống                     | Đề cử     | [ 19 ] |
| 2022 | 2022 Brand Of The Year Awards                                          | Nữ diễn viên mới xuất sắc nhất                | Cho Yi-hyun                              | Đoạt giải | [ 20 ] |
| 2023 | KBS Drama Awards 2023                                                  | Nữ diễn viên xuất sắc nhất - Phim truyền hình | The Matchmaker                           | Đoạt giải |        |
| 2023 | KBS Drama Awards 2023                                                  | Cặp đôi xuất sắc nhất                         | Rowoon & Cho Yi Hyun                     | Đoạt giải |        |
| 2023 | KBS Drama Awards 2023                                                  | Nữ diễn viên được yêu thích nhất              | Cho Yi Hyun                              | Đoạt giải |        |